# Por tu amor
Por tu amor (no Brasil: Por Teu Amor) é uma telenovela mexicana produzida por Angelli Nesma Medina para a Televisa e exibida pelo Canal de las Estrellas entre 31 de maio a 1 de outubro de 1999, em 90 capítulos, substituindo Nunca te olvidaré e antecedendo Laberintos de pasión.
A obra original é de Caridad Bravo Adams e é um remake da telenovela El otro, produzida em 1960.
A trama é protagonizada por Gabriela Spanic e Saúl Lisazo e antagonizada por Mauricio Aspe, Claudio Báez, Norma Lazareno e Katie Barberi.

## Sinopse
No povoado de São Carlos, no litoral, vive Maria do Céu Monteiro, uma jovem bela e feliz. Prestes a se casar com Sérgio Zambrano, o médico da cidade. Sequer passa pela cabeça de Maria do Céu que essa união atormenta sua irmã mais nova, Bruna, que é secretamente apaixonada por seu noivo.
Nesse meio tempo, chega em São Carlos o misterioso Marco Duran, um empresário rico e bem-sucedido, e que se apaixona por Maria do Céu assim que a vê. Ele logo começa a corteja-la, o que a irrita profundamente. Marco Duran oferece uma festa para que os moradores de São Carlos o conheçam. Bruna vai a festa escondida da família, já que Maria do Céu não suporta Marco e não queria nenhum envolvimento com ele.
Sérgio vai buscar Bruna na festa, e ela se insinua para o médico. Ele não resiste a tentação e os dois fazem amor. Sérgio se atormenta por sua culpa, pois apesar da traição, quem ele ama verdadeiramente ainda é Maria do Céu. Mas Bruna não aguenta e confessa tudo à irmã.
Extremamente decepcionada, Maria do Céu rompe com Sérgio e exige que ele se case com Bruna. Assim acontece. Esse casamento é motivo da ira de Adelaide, mãe de Sérgio, que odeia Bruna e fará de tudo para prejudicá-la.
Mas Sérgio continua a perseguir Maria do Céu. Para colocar uma barreira entre os dois, Maria do Céu aceita a proposta de casamento de Marco. Mas com uma condição: essa união durará apenas um ano, e não haverá nenhum contato físico entre os dois. Marco aceita, pois se apaixona de verdade pela jovem.
O casamento dos dois alegra toda a família. Na festa, Marco flagra Sérgio beijando Maria do Céu, e sente-se traído. O relacionamento dos dois torna-se insuportável, já que Maria do Céu o contraria o tempo todo, e Marco está disposto a se vingar pelo que aconteceu na festa. Assim, os dois tornam-se verdadeiros rivais. Ainda por cima, há a presença da ardilosa Miranda Novaes, a sedutora ex-amante de Marco que não desistiu dele e está disposta a atrapalhar mais ainda esse casamento.
Apesar de tantos conflitos e diferenças, Marco e Maria do Céu acabam não resistindo a atração que sentem um pelo outro. E com o tempo, a moça percebe que seu marido é um grande homem e que se apaixonou de verdade por ele. Em meio a amor, ódio, engano, ciúme e intriga, Marco e Maria do Céu percebem que são dois corações opostos que se uniram pela força do destino.

## Elenco
- Gabriela Spanic - Maria do Céu Monteiro/ Aurora de Monteiro
- Saúl Lisazo - Marco Durán
- Katie Barberi - Miranda Novaes
- Gerardo Murguía - Dr. Sergio Zambrano
- Roberto Vander -  Nicolau Monteiro
- Irán Eory - Paz Monteiro
- Margarita Magaña - Bruna Monteiro
- Joaquín Cordero - Lázaro Rodrigues
- Guillermo Aguilar - Padre Feliciano
- Mauricio Aspe - René Figueira
- Roberto Ballesteros - Sandro Valle
- Claudio Báez - Luciano Figueira
- Aitor Iturrioz - Augusto Figueira
- Isaura Espinoza - Alessandra Rodrigues
- Gerardo Albarrán - Juliano
- Graciela Estrada - Pietra
- Daniel Gauvry - Mauricio Torres
- Rosita Bouchot - Açucena
- Gabriela Goldsmith - Sônia Novaes
- Alfonso Iturralde - Rafael Lourenço
- Norma Lazareno - Adelaide Zambrano
- Melba Luna - Hilaria
- Carlos Monden - Leôncio Ariza
- Maleni Morales - Carlota Fontes
- Lourdes Munguía - Alma Medeiros / Mayra Ribeiro
- Adriana Nieto - Abigail
- Jorge Poza - David
- Lourdes Reyes - Maria Fernanda Fontes
- Vicky Rodel - Olga
- Yadira Santana - Raquel
- Sergio Sánchez -  Eliseu Fontes
- Irma Torres - Bruja
- Ramiro Torres - Jesús
- Marlene Favela - Mônica
- Ricardo Chavez - ator de teatro
- Leticia Aguilar
- Ismael Larumbe
- Bibelot Mansur
- Marifer Martinez
- Tania Mendoza
- Gustavo Negrete - Arquiteto Monroy
- Javier Ortiz - Paulo
- Claudia Palacios - Rosalba
- Carlos Bracho - Lourenço
- Angeles Balvanera
- Claudia Canedo
- Pilar Escalante - Hilda
- Polly - Pilar
- Jose Antonio Estrada - Fausto
- Jose Roberto Hill
- Raquel Pankowsky - Dra. Obregón
- Jaime Puga
- Deborah Reyes
- Fátima Torre - Flor
- Raul Valerio - Rigoberto
- Raul Vega
- Sergio Villicana
- Jacqueline Voltaire
- Sergio Zaldivar

## Repercussão
- Gabriela Spanic disse à imprensa mexicana que, ainda que tenha gostado de atuar nessa novela, só sentiu-se a protagonista da novela durante os primeiros capítulos, já que ela percebeu que a história de Céu ficou de segundo plano (como já foi comentado). Depois que a novela terminou, Gaby disse que houve várias atitudes de Céu que ela não concordou, por não achar que tinham a ver com a psicologia da personagem que Céu era no início da história. Chegou inclusive a dizer que “muitas cenas foram tontas”. Esses comentários valem principalmente para a metade da história em diante.
- "Por Teu Amor" começou prometendo duas coisas muito diferentes que acabaram desaparecendo depois: o exótico cenário da praia (que era substituído pela tradicional capital mexicana) e o visual surpreendente que Maria do Céu exibiu no começo acabou, quando ela cortou os longos cabelos e os tingiu. Esta mudança ocorre até o fim do capítulo 47 da versão original da novela.
- O elenco da novela era bom, mas faltaram mais nomes significativos no elenco: aliás, isso é quase uma marca de Angelli Nesma Medina, a produtora, não ter vários grandes nomes nos créditos. Apesar disso, o elenco foi melhor que o da sua novela anterior, Camila.
- Segundo o portal  TLNnovelas no ano de 2019  "por teu amor" chegou a ser cogitada para o projeto Fábrica de sueños mas foi descartada pelo pouco interesse da Televisa em adaptar a trama.

## Exibição no Brasil
Foi exibida no Brasil pelo SBT, entre 18 de junho e 22 de outubro de 2001, às 17 horas, substituindo Camila e antecedendo Preciosa, em 91 capítulos.
Foi reexibida pelo SBT entre 17 de fevereiro e 4 de abril de 2014, substituindo O Privilégio de Amar e sendo substituída por A Feia mais Bela, sendo editada em apenas 35 capítulos por baixa audiência.
Foi exibida pelo canal pago TLN Network entre 30 de julho e 30 de novembro de 2012 substituindo No limite da paixão e sendo substituída por Marimar.

## Audiência

### No México
Em sua exibição original, obteve média de 24,1 pontos.

### No Brasil
Na sua exibição em 2001, a trama alcançou 10 pontos de média.
Na sua reprise, em 2014, a trama estreou com 4 pontos. Porém ao longo dos dias esses números caíram, e a direção da emissora começou a cortar os capítulos  O último capítulo teve média de 5 pontos. A baixa audiência fez com que a trama fosse bastante editada, e terminou com apenas 35 capítulos. A reprise teve média geral de 4 pontos.

## Versões
- Por tu amor é um remake da telenovela "El otro", também da Televisa de 1960, produzida por Ernesto Alonso, dirigida por Germán Robles e protagonizada por Julio Alemán e Amparo Rivelles.
- Orgullo de Mujer filme de 1956 protagonizado por Elsa Aguirre como Ada e Eduardo Fajardo como Ramón Durán

## Prêmios e nomeações

### Prêmio TVyNovelas de 2000
| Categoria                    | Pessoa             | Resultado |
| ---------------------------- | ------------------ | --------- |
| Melhor atriz principal       | Irán Eory          | Nomeada   |
| Melhor ator principal        | Joaquín Cordero    | Nomeado   |
| Melhor atriz co-protagonista | Gabriela Goldsmith | Nomeada   |
| Melhor ator juvenil          | Aitor Iturrioz     | Nomeada   |
| Melhor atriz juvenil         | Margarita Magaña   | Nomeada   |